# Welkteich
Das Naturschutzgebiet Welkteich liegt auf dem Gebiet der Stadt Lauchhammer im Landkreis Oberspreewald-Lausitz in Brandenburg.

## Geschichte
Das Gebiet mit der Kenn-Nummer 1371 wurde mit Verordnung vom 26. März 1981 unter Naturschutz gestellt.
Die heutige Schutzfläche im Welkteichgebiet verdankt ihre Entstehung einer Initiative der NABU-Stiftung Nationales Naturerbe. Im Sommer 2004 nahm die Stiftung Verhandlungen mit der bundeseigenen Treuhandnachfolgegesellschaft BVVG auf, um Flurstücke aus dem Bestand ehemals volkseigener Wälder zu erwerben. Mit dem Abschluss des Kaufvertrags am 17. Dezember 2004 gingen rund 27 Hektar dieser Flächen in das Eigentum der Stiftung über. Im Jahr 2012 folgten weitere 5 Hektar Waldfläche.

## Lage
Das rund 113 ha große Naturschutzgebiet im Naturpark Niederlausitzer Heidelandschaft erstreckt sich südlich von Grünewalde, einem Ortsteil der Stadt Lauchhammer, und westlich der Kernstadt von Lauchhammer. Am östlichen Rand des Gebietes verläuft die Landesstraße L 63. Das Welkteichgebiet liegt am Nordrand des Niederlausitzer Urstromtals und stellt einen vielfältig strukturierten Komplex aus ehemaligen Bergbauflächen dar. Es handelt sich um ein Mosaik aus alten Restlöchern und Kippen in unmittelbarer Nähe eines einstigen Fischteichsystems.

## Schutzzweck
Im FFH-Gebiet „Welkteich“ dienen Erhaltungsmaßnahmen dem Schutz und der Wiederherstellung eines günstigen Erhaltungszustands der Lebensraumtypen.

## Flora und Fauna
Das Naturschutzgebiet beherbergt eine Vielzahl bedeutender Tier- und Pflanzenarten, darunter Säugetiere wie Biber, Fischotter und das Graue Langohr, seltene Vogelarten wie Rohrweihe, Ziegenmelker, Turmfalke, Kranich, Kiebitz, Waldschnepfe und Graureiher, Amphibien wie Rotbauchunke und Moorfrosch sowie eine artenreiche Flora mit Strand-Vanille, Breitblättriger Sitter, Geflecktem Knabenkraut, Sumpf-Schwertlilie, Lungenenzian und Schmalblättrigem Wollgras.